# Christian von Lente
Christian von Lente (født 29. marts 1649 i Flensborg, død 2. november 1725 i København) var en dansk diplomat og overkrigssekretær, bror til Johan Hugo von Lente.

## Uddannelse
Hans forældre var kansler Theodor Lente (1605-1668) og Magdalena Schönbach (1612-1670). Faderen, der tidlig thavde udset denne søn til hoftjenesten frem for de ældre, gav ham i hjemmet under sin egen ledelse en omhyggelig uddannelse. 17 år gammel blev han student, kom 1666 til universitetet i Heidelberg og berejste året efter Frankrig. Faderens død kaldte ham hjem, men han fortsatte derefter sine studier i Strasbourg og studerede fra sommeren 1669 et års tid i Leiden, da moderens død tvang ham til atter at afbryde studeringerne.

## Karriere
Hjemvendt fra denne sidste udenlandsrejse fejrede han i Griffenfelds hus sin forlovelse med Margrethe Elisabeth Rheinfrank, datter af sekretær i Tyske Kancelli Matthias Rudolf Rheinfrank til Fævejlegård og halvsøster til rigskanslerens hustru. Han havde vel nærmest knyttet denne forbindelse i håbet om hurtig forfremmelse ved sin mægtige tilkommende svogers gunst. Denne satte sin første frugt i Lentes udnævnelse til resident i de Spanske Nederlande i 1675. Den beskedne stilling kunde dog ikke længe tilfredsstille Lentes store ærgerrighed; men rigskanslerens fald (1676) lagde brat alle hans forhåbninger øde, og han tog nu det ganske vist kloge, men ikke så hæderlige parti at hæve forbindelsen med sin forlovede. Vel lod han det ikke straks komme til et åbenlyst brud, men han lod simpelthen brevene fra hende og hendes slægtninge ubesvarede, og efter Rheinfranks død 1680 indgik Lente i Bruxelles en ny forbindelse med Jacobina (Jobina) Charlotta Sasburgh (død 13. oktober 1688 i Haag), datter af Generalstaternes resident i Bruxelles, borggreve til Maugarny Thomas Sasburgh (1612-1687) og Charlotta van Bleyenburg (1625-1689). 

### Diplomat
Som et tegn på det nye partis gunst fik Lente få dage efter fredslutningen i Nimwegen 1679 udnævnelse som resident i Forenede Nederlande og blev 1680 overordentlig gesandt i England. Inden han tiltrådte den sidstnævnte stilling, opholdt han sig en tid af sommeren 1681 i Bruxelles for at forhandle med hertugen af Parma, den nye statholder, om herredømmet over Jever. Efter personlig at have aflagt sin konge beretning herom vendte han i november 1681 tilbage til London. I sine første embedsår her var han beskæftiget med indledende forhandlinger til afslutningen af en alliance med England og spørgsmålet om regeringens forhold til urolighederne på St. Thomas, Danmarks nyerhvervede besiddelse. Fremdeles var han optaget af udarbejdelsen af prins Jørgens og prinsesse Annes ægteskabskontrakt og fungerede som ceremonimester ved deres bryllup i London 28. juli 1683. Lente nød stor anseelse ved hoffet i Kensington, og man tilbød ham her endogså den engelske ridderværdighed, som han dog, hvad der også fandt billigelse hos den danske konge, undslog sig for at modtage. Fra dansk side var Lente, der 1681 havde fået titel af råd, i 1682 med broderen Johan Hugo blevet optagen i den danske adelstand og 1684 udnævnt til etatsråd. 
1685 var Lente øjenvidne til Jacob II's kroning og urolighederne i anledning af hertugen af Monmouths oprør. I sommeren 1687 ledsagede han prins Jørgen til Danmark. Kort før Vilhelm af Oraniens landing i England hjemkaldtes han fra sin post og blev akkrediteret som overordentlig gesandt i Holland (1688). Han fortsatte de af hans forgænger, Frederik Krag, påbegyndte forhandlinger vedrørende en handelstraktat mellem Holland og Danmark og forskellige bestemmelser angående sundtolden. 1691 afsluttedes en konvention med England og Holland vedrørende farten på Frankrig, og året efter forhandlede han om neutraliteten i Nordsøen. 

### Gehejmeråd og andre poster
Samme år, som Christian Siegfried von Plessen afløste Poul Brandt som overrentemester (1692), havde han i Holland en sammenkomst med Lente. Ved denne lejlighed, om ikke før, knyttedes det nøje venskab mellem de to mænd, som blev af største betydning for Lente, hvis fra nu af stigende anseelse fornemmelig skyldes Plessens stadig voksende indflydelse. 1695 blev Lente hvid ridder, udnævntes 1697 til gehejmeråd og var sammen med Plessen afsending ved fredsforhandlingerne i Rijswick. Han forblev i Holland indtil sommeren 1699, beskæftiget med underhandlingerne med de enkelte provinser. Lente stod nu ved målet for sin gennem en længere årrække fortsatte, temmelig principløse embedsjagt, der ikke gør hans karakter ære. 1688-97 var han vicestiftsbefalingsmand i Ribe Stift, blev 1697 overceremonimester og ikke længe efter ved Marcus Gjøes død overhofmester for Det ridderlige Akademi, et embede, der tildeltes ham, fordi han på grund af migræne ikke kunne tåle mere arbejde. Januar 1699 blev Lente Adam Levin Knuths afløser som deputeret for hofetaten. Han indtog Jens Juels plads i Konseillet i august 1699 og udnævntes tillige til overkrigssekretær ved hær og flåde samt deputeret i Land- og Søetatens Generalkommissariat.

### Overkrigssekretær
Under felttoget 1700 rettede Lente sig i militære sager nærmest efter overgeneralens, hertug Ferdinand Vilhelm af Württembergs, ønsker. Hans modstander Thomas Balthazar von Jessen omtaler hans store travlhed, uro og utålmodighed i hin periode. Lente savnede unægtelig, hvad der jo navnlig fremgår af hans tidligere, udelukkende civile embedsbane, ganske militær indsigt og erfaring. Da han senere søgte at hævde sin stilling, kom han i spændt forhold til de fleste af generalerne, hvis tillid han ikke kunne erhverve sig. 1709-10 klagede overgeneralen, grev Christian Ditlev Reventlow, højlydt over, at han ikke sørgede for hærens tarv og ikke havde sat forsvarsvæsenet i tilbørlig stand. Med Johan Georg Holstein havde Lente i modsætning til den herskende mening i statsrådet stemt imod krigen, i det han erkendte Danmarks svage stilling og slette økonomiske tilstand. Dette skal i følge Andreas Hojers udsagn have været grunden til, at han i maj 1710 trådte ud af Konseillet og som oversekretær afløstes af Valentin von Eickstedt. En medvirkende årsag til dette skridt var, i hvert fald efter hans egen ytring, hans tiltagende svagelighed og svigtende arbejdsevne. Hertil kom tunge, huslige sorger, og det er betegnende for hans stemning den gang, at han samtidig lod sig bygge et gravkapel og deri anbringe den for ham bestemte sarkofag med gravskrift. 1712 indtrådte han som medlem af direktionen for Fattigvæsenet og blev året efter direktør for Postvæsenet i Danmark, fyrstendømmerne og grevskaberne. 1717 fik han som hvilestilling embedet som stiftamtmand over Fyen og Langeland samt amtmand over Odense med flere amter.

### Tilbagevenden til politik
Det synes alligevel, at kongen har savnet Lente i statsrådet, og han indhentede således under landets vanskelige forhold 1718 hans betænkning, der i det væsentlige gik ud på at fraråde afslutningen af en særfred med Sverige, men dog stillede det gode forhold mellem begge riger som en nødvendig betingelse for undersåtternes velfærd på denne og hin side af sundet. Som 73-årig olding indtrådte Lente i december 1721 som Christian Sehesteds efterfølger i Konseillet og hædredes 1722 med Elefantordenen. Skønt hans gerning i statsrådet i de få år, han havde sæde i samme, ikke fik nogen betydning, viser det dog, hvor højt kongen satte hans prøvede dygtighed og nøje kendskab til statssagerne. Lente var syg i den meste del af denne sin sidste embedstid og kunne derfor kun sjældent tage del i forhandlingerne. I oktober 1724 ytrer han, at han ikke har set kongen i seks måneder og ligget syg i mere end tre. I efteråret 1725 nedlagde han sit embede, der overtoges af Christian Ludvig von Plessen.
Lente afgik ved døden 2. november samme år i København i huset hos kancellirådinde Elisabeth Dysseldorf, der havde ført hans hus i en længere årrække. Hans død beklagedes almindelig, og man følte savnet af hans store erfaring i indenrigske og udenrigske sager. Den franske gesandt, grev François Bouton de Chamilly fremhæver hans kløgt, og en anden samtidig betegner ham som en oprigtig, brav og lærd mand med et lystigt temperament. Hans portræt viser et meget livligt, klogt og tiltalende fysiognomi og stadfæster til dels denne udtalelse. 

## Familie
En tung skæbne havde hvilet over Lentes familieliv; det er, som om den uret, han i sin ungdom begik mod sin trolovede, der endte sine dage som en beskeden præstekone, skulle hævne sig. Flere af hans børn døde små, hans eneste voksne datter og arving 1703 i en alder af 18 år. Han overlevede næsten hele sin slægt, og hans formue, over 20000 rigsdaler, bibliotek og en lille, fra faderen arvet, udsøgt malerisamling tilfaldt i følge testamente hans broderdattersøn Christian Adeler, der måtte føje Lentes navn og våben til sit. Lente var ejer af godset Sarlhusen ved Kellinghusen. Hans efterladte store brevsamling, for største delen bestående af broderen Johan Hugos breve til ham, findes i Rigsarkivet og er en vigtig kilde til oplysning om forholdene i Christian V's tid.
Lente er begravet i Sankt Petri Kirke, hvor hans sarkofag og epitafium er udført af Thomas Quellinus ca. 1705.
Han er gengivet i et stik af Christoph Wiegel. Portrætmaleri 1722-24 (Det Nationalhistoriske Museum på Frederiksborg Slot), varianter deraf (trappeopgang i Frederiksholms Kanal 20, København; Rosenholm; forhen Dragsholm).